# باول اندروز
باول اندروز (بالإنجليزية: Paul Andrews)‏ هو سياسي أسترالي، ولد في 11 نوفمبر 1955 في بانباري في أستراليا، وتوفي في 22 أكتوبر 2009. حزبياً، نشط في حزب العمال الأسترالي. وقد انتخب عضو الجمعية التشريعية لأستراليا الغربية.